# Церква всіх святих українського народу (Тернопіль)
Церква всіх святих українського народу в Тернополі — парафія і храм Тернопільсько-Зборівської архієпархії Української греко-католицької церкви в Тернополі (деканат м. Тернополя — Східний).

## Історія церкви
Місійний хрест було встановлено у 2001 році. У травні того ж року його освятили 12 священників на чолі з протосинкелом Тернопільсько-Зборівської єпархії о. митратом Василієм Семенюком. Тоді ж була збудована тимчасова каплиця, яка використовувалася для богослужінь.
Наріжний камінь під будівництво основного храму освятив владика Михаїл Сабрига у 2004 році. Будівництво тривало до 2013 року. Проєкт розробив архітектор С. Дзюбінський, а конструктором був Ю. Зімельс. 13 жовтня 2013 року архиєпископ і митрополит Тернопільсько-Зборівський Василій Семенюк освятив завершений храм.
Парафію тричі відвідували єпископи:
- 2004 рік — владика Михаїл Сабрига.
- 2010 рік — архиєпископ і митрополит Василій Семенюк на храмовий празник.
- 2013 рік — архиєпископ і митрополит Василій Семенюк на освячення храму.

При парафії діють такі спільноти та організації:
- Братство Матері Божої Неустанної Помочі.
- Спільноти «Матері в молитві» та «Школа віри».
- Українська Молодь Христові.
- Марійська та Вівтарна дружини.

Тимчасова каплиця використовується як приміщення для катехизації.

## Парохи
- о. д-р Володимир Гринда (2001—2009, адміністратор),
- о. Павло Репела (2009—2010),
- о. д-р Віталій Козак (2008—2010, сотрудник),
- о. ліц. Іван Гуня (з 2010, адміністратор),
- о. Роман Чубара (з 2009, сотрудник),
- о. д-р Володимир Гринда (з 2010, сотрудник).